# 5220 Vika
5220 Vika este un asteroid din centura principală de asteroizi.

## Descriere
5220 Vika este un asteroid din centura principală de asteroizi. A fost descoperit pe 23 septembrie 1979 la Observatorul de Astrofizică din Crimeea de Nikolai Cernîh. El prezintă o orbită caracterizată de o semiaxă mare de 2,27 ua, o excentricitate de 0,20 și o înclinație de 5,4° în raport cu ecliptica.